# Johanne Rosing
Johanne Cathrine Rosing (2. juni 1756 i København – 15. januar 1853 på Fredensborg Slot) var skuespillerinde, hendes forældre var vægter Herman Olsen og Gundel Marie født Abelgreen.

## Tidlig karriere
Rosing antoges 1772 som figurantinde ved Det Kongelige Teater, fik efter et års uddannelse en debut i skuespillet 3. november 1773 som Nanine i Voltaires komedie af samme navn og optoges fra februar 1774 som aktrice i truppen. Naturen havde ikke været gavmild mod jomfru Olsen med ydre fortrin; hun havde ganske vist et par sjælden smukke lyseblå øjne, men hendes ansigtsudtryk var for øvrigt, som hyppigt hos blondiner – og hun var blond som en typisk nordisk mø –, noget udvisket og lidet afvekslende; hertil kom, at hendes stemme var yderst svag og næsten tonløs. Den strenge Rosenstand-Goiske skrev om hende, at hendes ansigt aldeles ikke kunne udtrykke 
| Citat | Kjærligheds Lidenskab; hvad hun – fortsætter han – i sådanne Tilfælde viser, er ikke andet end en vis Fierhed eller Fornemhed, og Stemmen er ej alene pibende, hvor den skulle være øm, og hæs, hvor den skal udtrykke Fortvivlelse, men den er endog så klejn og utydelig, at det er sjældent, man kan høre alle Ord i hendes Tale, og endnu sjældnere, at man kan bemærke de behørige Tonefald. | Citat |
|       | |       |

Denne skarpe dom skriver sig ikke fra hendes debut, men er fældet først nogle år senere, netop på samme tid, som hun i Knud Lyne Rahbek fandt en fanatisk beundrer, der kaldte hende følelsens aktrice og tilføjede: ”I at udtrykke Passionerne, især Bedrøvelse, Jalousi og Stolthed, er hun Mesterinde”. Lad være, at Peder Rosenstand-Goiske måske har været ualmindelig gnaven og Rahbek ganske sikkert Werthersk forelsket, så er det dog utvivlsomt mere end to personer, her stå over for hinanden, det er to tidsaldre: den nye tid med dens borgerlige følsomhed og den gamle tid med dens rationalistiske klarhed. Hvad Rosenstand-Goiske som den sidstes repræsentant fandt ufuldkomment, ja måske ganske kunstforladt i madam Rosings fremstilling, tog sig for Rahbek som den førstes repræsentant ud som den fuldkomne naturlighed, det nøjagtige afbillede af det daglige liv, hvad den første ynkedes over som evneløshed, lød i den andens øren som jomfruelig sødhed.

## Højdepunktet
Madam Rosing, som jomfru Olsen ultimo februar 1778 var blevet ved ægteskab Michael Rosing, kom da også først rigtig frem i forreste række blandt teatrets skuespillerinder, da August von Kotzebue 1790 holdt sit indtog på den danske skueplads med Menneskehad og Anger. Ganske vist var hun allerede år forinden anerkendt som en dygtig skuespillerinde: hun havde med følelse fremstillet Lessings Emilia Galotti (1775), hun havde hjertegrebet kendere ved sin ædle og ømme Nanna i Balders død (1778), hun havde med ægte fornemhed spillet grevinden i Figaros Giftermaal (1785), ja hun havde ved sin noble, men sikkert ganske ugræske Medea i Gotters melodrama (1788) opvakt en heftig litterær strid ("Medeafejden"), men sit kunstneriske gennembrud havde hun dog først som Eulalia i Menneskehad og Anger: hendes stærke inderlighed lagde poesi over Kotzebues teaterfigur. Madam Rosing var ikke nået frem til fuld anerkendelse uden arbejde og prøvelse; hun havde med den store agtpågivenhed og utrættelige flid, der lige fra den første dag havde kendetegnet hende, uddannet sin stemme, og blev den end aldrig stærk og fuldtonende, lykkedes det hende dog, efterhånden som livet og i særdeleshed det ikke altid stormfri samliv med rosing modnede hende og udvidede hendes synskreds, at finde flere og sjælfuldere toner: hverken sværmeri eller godmodighed, hverken kraft eller blidhed, hverken begejstring eller vemod var hende fremmed, kun for den sorgløse munterhed ejede hun intet udtryk.
Det varede dog ikke længe, inden madam Rosing, der så at sige regelmæssig hvert år var frugtsommelig – hun blev mor til i alt 17 børn –, ombyttede de ømme elskerinder med de værdige mødre; allerede 1792 udførte hun med gemyt den retskafne og brave, om end lidt forfængelige, købmandskone madam Drave i Myndlingerne, og året efter overtog hun i Emilia Galotti moderens rolle. Madam Rosing, der endnu ikke var ude af trediverne, da hun gik ind i ældre roller, fandt netop i disse sit egentlige område: hun virkede ved en rolig myndighed, en stilfærdig fasthed og en husmoderlig værdighed, der nåede sit højdepunkt i hendes fremstilling af Jutta i Niels Ebbesen (1797). Hun forenede her den plastiske ro, hvormed figurens højbårne kvindelighed var ligesom mejslet i ædle linjer, og den livfulde optagethed, der præger det daglige livs travlhed, til et idealbillede af nationalheltens stærke, trofaste hustru. End videre kunne anføres af dette repertoire den sagtmodige hofrådinde i Den værdige Kone, den svage, men i ulykkens stund karakterstærke madam Traut i Rejsen til Byen, den henrevne Maria i Munken fra Karmel, den værdige Abbedisse i Korsridderne, den under sin stand forelskede baronesse Rosenstein i Adolf og Louise og den stærke og bevidste Sigbrit i Dyveke. Denne sidste rolle havde madam Marie Cathrine Preisler egentlig forret til, men madam Rosing dokumenterede ved sin fast gennemførte opfattelse sin fulde ret til den, om end den hensynsløshed, der mod madam Rosings ønske vistes madam Preisler, med rette kaldte dennes venner frem til angreb ("Dyvekefejden").

## Sidste roller
Madam Rosings sidste to roller blev inden for det oehlenschlägerske repertoire, i hvilket hun ikke tidligere var optrådt. Med ikke 14 dages mellemrum skabte hun, der nu gik i sit 60. år, to hver på sin vis lige geniale, men ellers vidt forskellige figurer: Dronning Bera i Hagbarth og Signe og moder Ludlam i Ludlams Hule (januar 1816). Den første vidnede om hendes dybe menneskekærlighed og tillige om den dannelse, hun, der var kommen til teatret med yderst slette skolekundskaber, havde tilegnet sig, thi hun vidste at meddele sin fremstilling et præg af ”oldnordisk ejendommelighed”. Den anden åbenbarede en hidtil ukendt fantastisk mysticisme hos madam Rosing; medens det genfærdsagtige var gennemført i holdning og gang indtil det rædselsfulde, løftede den forklarede tale dette hemmelighedsfulde væsen op blandt de gode ånder. Efter moder Ludlam modtog madam Rosing ingen nye roller, men vedblev endnu i nogle år med åndsfriskhed og kraft at udføre sit ældre repertoire. 3. november 1823 fejrede hun under stor deltagelse fra publikum 50 års dagen for sin debut, hun optrådte den aften som Jutta i Niels Ebbesen; ved stykkets påfølgende opførelse 18. december samme år betrådte Mmadam Rosing sidste gang scenen og afskedigedes ved sæsonens udgang. Sine sidste leveår tilbragte hun, der efterhånden blev blind, på Fredensborg, hvor Frederik 6. havde skænket hende bolig; hun opnåede at blive tipoldemoder og døde temmelig uventet efter et kort sengeleje 15. januar 1853 på Fredensborg Slot.